# エル・イホ・デル・ビキンゴ
エマヌエル・ロマン・モラレス（Emmanuel Roman Morales, 1997年4月29日 - ）は、メキシコのプエブラ州プエブラ出身のプロレスラー。AAAにてエル・イホ・デル・ビキンゴ（El Hijo del Vikingo）のリングネームで所属。

## 経歴

### AAA
2017年よりAAAで出場するようになる。
2021年12月4日にAAAメガ王座を初戴冠。以降、2024年3月17日に怪我により返上するまで833日間保持した。

## 獲得タイトル
ザ・クラッシュ
- ザ・クラッシュ・ヘビー級王座：1回

ドリーム・ウェイブ・レスリング
- ドリーム・ウェイブ・オルタナティブ王座：1回

インパクト・レスリング
- インパクト・ワールドカップ・オブ・レスリング優勝：1回（2019年）

w / エアロスター、プーマキング、サイコ・クラウン
AAA
- AAAメガ王座：1回
- AAA世界トリオ王座：2回

w / ラレド・キッド、ミステシス・ジュニア
w / ゴールデン・マジック、ミステシス・ジュニア